# Rousimar Palhares
Rousimar Christian Palhares (ur. 20 lutego 1980 w Dores do Indaiá) – brazylijski zawodnik mieszanych sztuk walki oraz brazylijskiego jiu jitsu (czarny pas, I dan). W latach 2008–2013 zawodnik UFC. Srebrny medalista Mistrzostw Świata ADCC z 2011 oraz były mistrz World Series of Fighting w wadze półśredniej. Były zawodnik KSW.
Palhares jest specjalistą od dźwigni na nogi. Na 16 zwycięstw przez poddanie, 12 to różne warianty dźwigni na nogę (głównie skrętne na staw skokowy i na kolano).

## Kariera sportowa
W mieszanych sztukach walki zadebiutował w 2004. W grudniu 2007 wygrał turniej Fury FC wagi średniej, pokonując dwóch rywali jednego wieczoru, w tym Daniela Acacio. W 2008 związał się z amerykańską organizacją Ultimate Fighting Championship. W latach 2008–2010 pokonywał w organizacji Jeremy’ego Horna oraz Polaka Tomasza Drwala (po walce z Drwalem został zawieszony na 90 dni z powodu przeciągnięcia dźwigni skrętnej, mimo poddania się Polaka i interwencji sędziego) oraz notował porażki z byłym mistrzem Pride FC - Danem Hendersonem oraz Natem Marquardtem.

### 2011–2013
W przeciągu niecałego roku wygrał trzy walki z rzędu (m.in. z Davidem Branchem). Dobrą passę zakończyła porażka z Alanem Belcherem w maju 2012. Kolejną przegraną zanotował pod koniec roku, w grudniu przegrywając przez nokaut z Kubańczykiem Hectorem Lombardem. Po walce z Lombardem został ponownie zawieszony, tym razem na 9 miesięcy z powodu przekroczenia dopuszczalnego poziomu testosteronu.
Po odbyciu zawieszenia zszedł do kategorii półśredniej i 9 października 2013 stoczył wygrany pojedynek z Mikiem Pierce’em, którego poddał dźwignią skrętną na nogę, lecz kolejny raz mimo odklepania przez rywala i interwencji sędziego Brazylijczyk przeciągnął dźwignię i po walce (z powodu recydywy) został zwolniony z organizacji w trybie natychmiastowym.

### World Series of Fighting
Jeszcze w tym samym roku, w listopadzie związał się z World Series of Fighting. 29 marca 2014 w debiutanckiej walce w organizacji zmierzył się ze Steve’em Carlem o mistrzostwo wagi półśredniej. Palhares wygrał starcie przez poddanie firmową dźwignia skrętną i został mistrzem. Pasa bronił dwukrotnie pokonując dwóch doświadczonych rywali – Jona Fitcha oraz Jake Shieldsa, obu przed czasem. Po walce z tym drugim został ponownie ukarany z powodu kolejnego przeciągnięcia dźwigni, lecz tym razem została zastosowana dotkliwsza kara w postaci dwuletniego zawieszenia przez Kalifornijską Komisję Sportową, zwolnienia z organizacji oraz odebrania pasa mistrzowskiego, który dzierżył.

### 2016–2017
W 2016 roku stoczył dwa przegrane przez nokaut pojedynki, najpierw 22 maja z Norwegiem Emilem Weberem Meekiem na gali Venator FC 3, następnie 1 października z Michałem Materlą podczas KSW 36: Trzy Korony. W marcu 2017 podpisał kontrakt z rosyjską organizacją Fight Nights Global, natomiast pierwszy pojedynek dla niej stoczył 6 lipca 2017 poddając Aleksieja Iwanowa w 40 sekundzie pierwszej rundy. 4 września 2017 stoczył drugą walkę dla FNG początkowo przegrywając po wyrównanym starciu z Szamilem Amirowem niejednogłośnie na punkty. Palhares nie zgadzając się z werdyktem sędziów złożył protest do Rosyjskiego Związku MMA sankcjonującego walki m.in. w FNG, czego skutkiem była zmiana 12 września 2017 wyniku walki z przegranej na remis.

## Osiągnięcia

### Mieszane sztuki walki
- 2007: Fury FC Middleweight Grand Prix – 1. miejsce w turnieju wagi średniej (-84 kg)
- 2014–2015: mistrz World Series of Fighting w wadze półśredniej (-77 kg)

### Submission fighting[2]
- 2005: ADCC Brasilian Trials – 1. miejsce
- 2011: Mistrzostwa Świata ADCC w submission fightingu – 2. miejsce w kat. 88 kg

## Lista walk MMA
| Wynik     | Bilans  | Przeciwnik            | Rozstrzygnięcie                             | Runda | Czas | Rozgrywki                               | Data       | Miejsce         | Uwagi |
| --------- | ------- | --------------------- | ------------------------------------------- | ----- | ---- | --------------------------------------- | ---------- | --------------- | --- |
| Przegrana | 19-12-1 | Anatolij Bojko        | TKO (ground and pound)                      | 1     | 3:52 | ACA 149                                 | 16.12.2022 | Moskwa          | |
| Przegrana | 19-11-1 | Ibragim Magomiedow    | KO (cios)                                   | 1     | 2:10 | ACA 140                                 | 17.06.2022 | Soczi           | |
| Przegrana | 19-10-1 | Georgij Kichigin      | KO (cios)                                   | 1     | 3:52 | RCC 5                                   | 15.12.2018 | Jekaterynburg   | |
| Przegrana | 19-9-1  | Aliaschab Chizriew    | TKO (ciosy)                                 | 1     | 0:58 | Fight Nights Global 85                  | 30.03.2018 | Moskwa          | Walka o tymczasowy pas mistrzowski Fight Nights Global w wadze półśredniej.                                                                         |
| Remis     | 19-8-1  | Szamil Amirow         | Zmiana werdyktu przez Rosyjski Związek MMA  | 3     | 5:00 | Fight Nights Global 73                  | 04.09.2017 | Kaspijsk        | Początkowo zwycięstwo Amirowa przez niejednogłośną decyzję, jednak po złożeniu protestu przez Palharesa wynik starcia został zmieniony na remisowy. |
| Wygrana   | 19-8    | Aleksiej Iwanow       | Poddanie (skrętówka)                        | 1     | 0:40 | Fight Nights Global 70                  | 06.07.2017 | Ułan Ude        | |
| Przegrana | 18-8    | Michał Materla        | KO (podbródkowy)                            | 2     | 1:27 | KSW 36: Trzy Korony                     | 01.10.2016 | Zielona Góra    | |
| Przegrana | 18-7    | Emil Weber Meek       | KO (łokcie i ciosy pięściami)               | 1     | 0:45 | Venator FC III                          | 22.05.2016 | Mediolan        | Walka o pas mistrzowski Venator FC w wadze półśredniej                                                                                              |
| Wygrana   | 18-6    | Jake Shields          | Poddanie (kimura)                           | 3     | 2:02 | WSOF 22: Palhares vs. Shields           | 1.08.2015  | Las Vegas       | Obronił pas mistrzowski WSOF w wadze półśredniej. Palhares pozbawiony pasa z powodu przeciągnięcia dźwigni.                                         |
| Wygrana   | 17-6    | Jon Fitch             | Poddanie (skrętówka)                        | 1     | 1:30 | WSOF 16: Palhares vs. Fitch             | 13.12.2014 | Sacramento      | Obronił pas mistrzowski WSOF w wadze półśredniej.                                                                                                   |
| Wygrana   | 16-6    | Steve Carl            | Poddanie (skrętówka)                        | 1     | 1:09 | WSOF 9: Carl vs. Palhares               | 29.03.2014 | Las Vegas       | Zdobył pas mistrzowski WSOF w wadze półśredniej. |
| Wygrana   | 15-6    | Mike Pierce           | Poddanie (dźwignia na staw skokowy)         | 1     | 0:31 | UFC Fight Night: Maia vs. Shields       | 9.10.2013  | Barueri         | Debiut w wadze półśredniej. Następnie zwolniony z UFC, powodem kolejne przeciągnięcie dźwigni.                                                      |
| Przegrana | 14-6    | Hector Lombard        | KO (ciosy pięściami)                        | 1     | 3:38 | UFC on FX 6: Sotiropoulos vs. Pearson   | 15.12.2012 | Gold Coast      | |
| Przegrana | 14-5    | Alan Belcher          | TKO (łokcie i ciosy pięściami)              | 1     | 4:18 | UFC on Fox: Diaz vs. Miller             | 5.05.2012  | East Rutherford | |
| Wygrana   | 14-4    | Mike Massenzio        | Poddanie (dźwignia na staw skokowy)         | 1     | 1:03 | UFC 142                                 | 14.01.2013 | Rio de Janeiro  | Bonus za poddanie wieczoru. |
| Wygrana   | 13-4    | Dan Miller            | Decyzja (jednogłośna)                       | 3     | 5:00 | UFC 134                                 | 27.08.2012 | Rio de Janeiro  | |
| Wygrana   | 12-4    | David Branch          | Poddanie (dźwignia prosta na staw kolanowy) | 2     | 1:44 | UFC Live: Sanchez vs. Kampmann          | 3.03.2012  | Louisville      | |
| Przegrana | 11-4    | Nate Marquardt        | TKO (ciosy pięściami)                       | 1     | 3:28 | UFC Fight Night: Marquardt vs. Palhares | 15.09.2010 | Austin          | |
| Wygrana   | 11-3    | Tomasz Drwal          | Poddanie (skrętówka)                        | 1     | 0:45 | UFC 111                                 | 27.03.2010 | Newark          | |
| Wygrana   | 10-3    | Lucio Linhares        | Poddanie (skrętówka)                        | 2     | 3:21 | UFC 107                                 | 12.12.2009 | Memphis         | |
| Wygrana   | 9-3     | Jeremy Horn           | Decyzja (jednogłośna)                       | 3     | 5:00 | UFC 93: Franklin vs. Henderson          | 17.01.2009 | Dublin          | |
| Przegrana | 8-3     | Dan Henderson         | Decyzja (jednogłośna)                       | 3     | 5:00 | UFC 88                                  | 6.09.2008  | Atlanta         | |
| Wygrana   | 8-2     | Ivan Salaverry        | Poddanie (dźwignia prosta na staw łokciowy) | 1     | 2:36 | UFC 84                                  | 24.05.2008 | Paradise        | Bonus za poddanie wieczoru. |
| Wygrana   | 7-2     | Daniel Acacio         | Poddanie (skrętówka)                        | 1     | 1:22 | Fury FC 5: Final Conflict               | 6.12.2007  | São Paulo       | Finał Fury FC Grand Prix w wadze średniej. |
| Wygrana   | 6-2     | Fabio Nascimento      | Poddanie (skrętówka)                        | 1     | 2:45 | Fury FC 5: Final Conflict               | 6.12.2007  | São Paulo       | Półfinał Fury FC Grand Prix w wadze średniej. |
| Wygrana   | 5-2     | Flavio Luiz Moura     | Poddanie (skrętówka)                        | 1     | 1:21 | Fury FC 4: High Voltage                 | 4.07.2007  | Teresopolis     | |
| Wygrana   | 4-2     | Helio Dipp            | Poddanie (duszenie zza pleców)              | 1     | 1:40 | Floripa Fight 3                         | 10.03.2007 | Florianópolis   | |
| Wygrana   | 3-2     | Claudio Mattos        | Poddanie (skrętówka)                        | 1     | 4:58 | Storm Samurai 12                        | 25.11.2006 | Kurytyba        | |
| Przegrana | 2-2     | Arthur Cesar Jacintho | Decyzja (niejednogłośna)                    | 3     | 5:00 | Rio MMA Challenger 2                    | 21.06.2006 | Rio de Janeiro  | |
| Wygrana   | 2-1     | Renan Moraes          | Poddanie (dźwignia prosta na staw łociowy)  | 1     |      | Gold Fighters Championship 1            | 20.05.2006 | Rio de Janeiro  | |
| Wygrana   | 1-1     | Bruno Bastos          | Decyzja (niejednogłośna)                    | 3     | 5:00 | Floripa Fight 2                         | 29.04.2006 | Florianópolis   | |
| Przegrana | 0-1     | Leandro Silva         | Decyzja (jednogłośna)                       | 3     | 5:00 | Banni Fight Combat 2                    | 10.05.2004 | Brasília        | |